# Vito Bonsignore

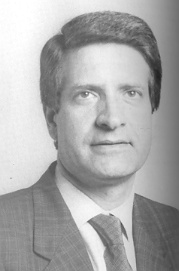
Vito Bonsignore

Vito Bonsignore (* 3. Juli 1943 in Bronte) ist ein italienischer Politiker der Partei Popolo della Libertà.

## Leben
Bonsignore studierte Wirtschaftswissenschaften. Von 1970 bis 1980 war er Mitglied des Gemeinderats von Venaria Reale. Von 1987 bis 1994 war er Abgeordneter in der Camera dei deputati. Seit 2004 ist Bonsignore Abgeordneter im Europäischen Parlament. Er ist ein ehemaliges Mitglied des Parteivorstands der Democrazia Cristiana (DC) und war später Mitglied des Parteivorstands der Unione dei Democratici Cristiani e di Centro (UDC), bevor er zur Il Popolo della Libertà übertrat.